# 전혜수 (성우)
전혜수(1974년 4월 13일 ~ )는 대한민국의 성우이다. CJ E&M 성우극회 제 3기생이다.

## TV 애니메이션
1990년
- 마루코는 아홉살 (레이카 / 타마 엄마 외)

1992년
- 플란다스의 개 : 나의 파트라슈 (이베트)

1993년
- 닌타마 란타로 (시게)

1994년
- 더티페어 FLASH

1995년
- 기갑전사 걸키버 (어머니)

1996년
- 시티 헌터 TV 스페셜 시리즈 (로자 마르티네스)
- 파워 퍼프 걸 (미스 벨럼)
- 체포하겠어

1998년
- 이트맨 (쉐리)
- 이트맨 98
- 그와 그녀의 사정 (아리마의 어머니)
- 바이스 크로이츠 (토토, 후지미야 아야)
- 버블검 크라이시스 도쿄2040
- 마스터 키튼 (여자B, 안나)
- 초기동전설 다이나기가

1999년
- 선계전 봉신연의 (강비)

2001년
- 하얀마음 백구
- Happy birthday to China
- 캡틴 날개

2002년
- 아즈망가 대왕 (치히로)
- 만월을 찾아서 (카즈미 프랭클린)
- 달빛천사 (에미, 나나미 엄마, 나미, 가미)

2003년
- 탐정학원 Q (레이카)

2004년
- 몬스터 (프란츠)

2005년
- 배틀짱 (라파터, 여학생A)

2006년
- 신비한 별의 쌍둥이 공주님 Gyu! (엘리자베타)

2013년
- 웨딩피치 (에이미)

### 영화
- 2012년 《닌자보이 란타로 극장판 : 시끌벅적 방학숙제 대소동!》 (2011년 作) - 토라와 / 시게미 한국어 더빙 역
- 2012년 《닌자보이란타로 : 삼총사의 대모험》 (1996년 作) - 토라와 / 시게미 한국어 더빙 역

## OVA
- 애천사전설 웨딩피치
- 멜티랜서 (사쿠야 란사이와)
- 초기동전설 다이나기가 (마을사람 외)

## 게임
- 로망레느 - 젤르 / 레이브

## 기타
- [SBS]하얀마음 백구
- [EBS]한글탐정 둘리 ㅡ열무